# Debra Jo Rupp
Debra Jo Rupp, född 24 februari 1951 i Glendale, Kalifornien, är en amerikansk skådespelerska.
Rupp är förmodligen mest känd för sin roll som modern och hustrun Kitty Forman i komediserien That '70s Show. I serien Vänner spelade hon under några episoder rollen som Alice som är Phoebes halvbrors fru. I serien Better With You spelar hon Vicky Putney.

## Filmografi (i urval)
- 1988 – Big
- 1997 – Vänner (TV-serie)
- 1998–2006 – That '70s Show (TV-serie)
- 2000–2002 – En jycke i klassen (TV-serie) (röst)
- 2010–2011 – Better with You (TV-serie)
- 2010 – I min vildaste fantasi
- 2019 – Grey's Anatomy (TV-serie)
- 2021 – WandaVision (TV-serie)
- 2023 – That '90s Show (TV-serie)
- 2024 – Agatha (TV-serie)